# Molenpolder (natuurgebied)
Molenpolder is een natuurgebied van 200 hectare in de Nederlandse provincie Utrecht bij buurtschap Molenpolder in de gemeente Stichtse Vecht. Staatsbosbeheer is de beheerder van het gebied dat vanaf de dertiende eeuw gebruikt is voor turfwinning. Het is een onderdeel van het Natura 2000 gebied Oostelijke Vechtplassen en een van de weinige gebieden in Utrecht waar trilveen voorkomt.
Het gebied bestaat grofweg uit twee delen. Het oostelijke deel ligt tussen de Westbroekse binnenweg en de Nedereindsevaart. Het westelijke deel bevindt zich tussen de Nedereindsevaart en de Maarsseveensevaart. Dit laatste is in 2016 na een grondruil toegevoegd aan het natuurgebied dat hierdoor meer dan verdubbelde in oppervlakte. Het gebied wordt gekenmerkt door petgaten die tot twee meter diep kunnen zijn. Ze worden van elkaar gescheiden door legakkers met begroeiing. 

## Geschiedenis

### Geografie
Het oostelijke deel van de Molenpolder viel in de middeleeuwen onder de parochie van Sint Jacob in Utrecht. In 1477 werd Westbroek een zelfstandige parochie. In 1811 werd Westbroek een gemeente. Toen die in 1957 werd opgesplitst kwam het oostelijke deel van de Molenpolder bij de gemeente Maarssen.
Het westelijke deel was in de middeleeuwen deel van het gerecht Maarsseveen. In 1408 kwam het gebied te vallen onder het bisschopdom Utrecht. In 1640 werd het gekocht door Johan Huydecoper, die het gebied gerecht Oud-Maarsseveen noemde. In 1811 werd Oud-Maarsseveen een zelfstandige gemeente. In 1818 ontstond de gemeente Maarsseveen.
Vanaf 1957 was het gehele gebied dat later Molenpolder zou heten deel van de gemeente Maarssen. Op 1 januari 2011 werd de gemeente Maarssen deel van de gemeente Stichtse Vecht, waardoor het natuurgebied nu in de gemeente Stichtse Vecht ligt.

### Ontginning
De Molenpolder had in de 13e eeuw een belangrijke functie als wingebied voor veen. Het veen werd gedroogd en de turf die zo ontstond werd gebruikt als brandstof in de steden Utrecht en Amsterdam. De turf kon gemakkelijk vervoerd worden via de Vecht. Het veen werd weggegraven tot grondwaterpeil. In de 16e eeuw ontstond opnieuw een grote vraag naar turf. Voor stadsuitbreiding waren veel bakstenen nodig, die werden gebakken door het verbranden van turf. Ook voor andere industriële activiteiten en als huisbrand was veel turf nodig. Door de ingebruikname van de baggerbeugel in 1530 kon ook veen onder het grondwaterpeil worden weggegraven.
Het veen werd uitgebaggerd in parallelle stroken, de petgaten. Hier werd het veen zo diep mogelijk weggegraven. Op gespaard gebleven smalle stroken land, de legakkers, werd het veen te drogen gelegd.
Ondanks regels voor de mimimale breedte van de legakkers en de maximale breedte van de petgaten vond er door intensieve winning en golfslag veel verlies van land plaats. Zo ontstonden grote veenplassen, met daarin restanten van de legstroken. Op sommige plaatsen ontstond een proces van verlanding, dat begon met  groeiende en weer afstervende water-en oeverplanten die tussen legakkers een dikke laag trilveen op het water vormden.

## Ecologie

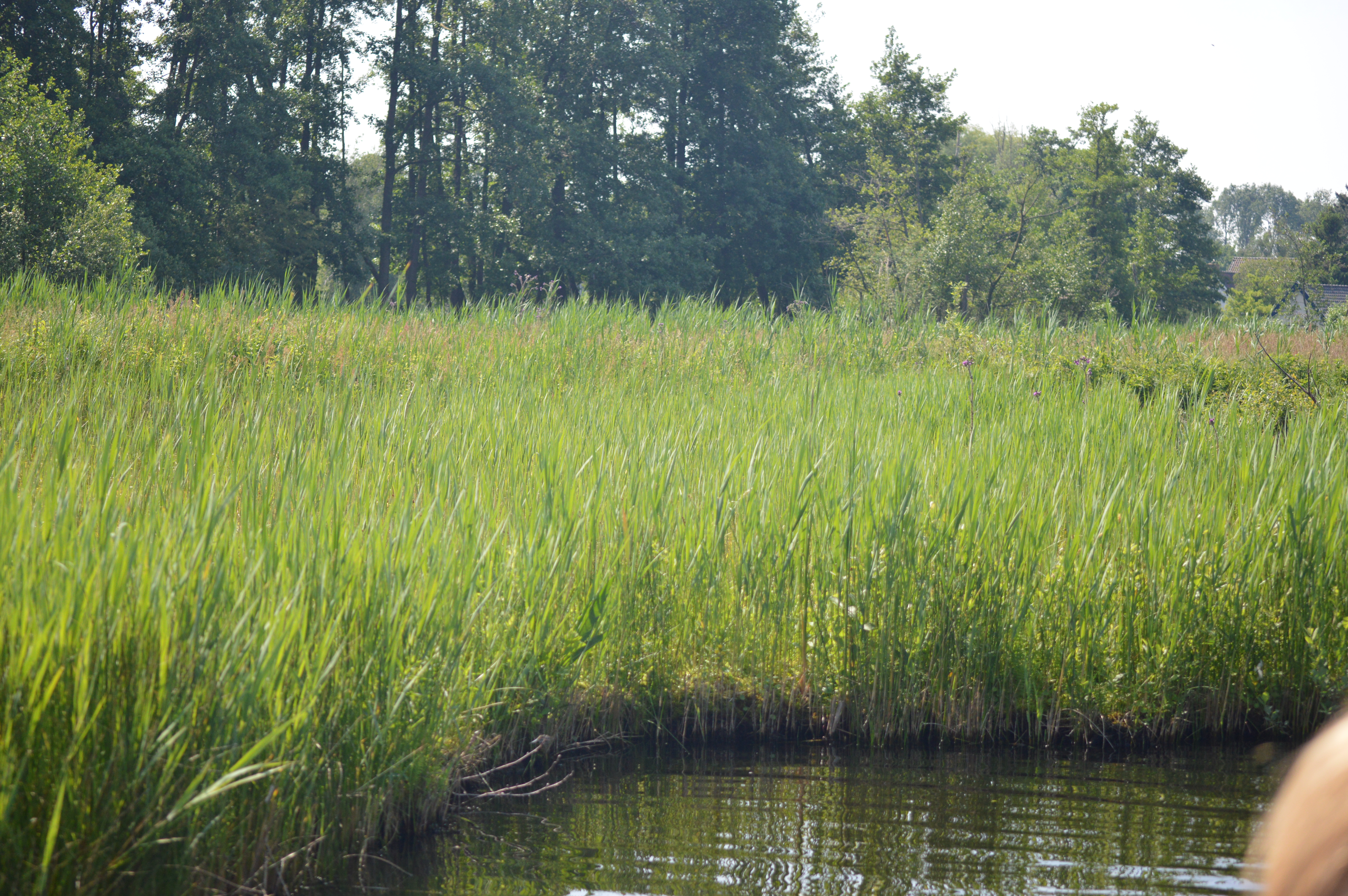
Trilveen

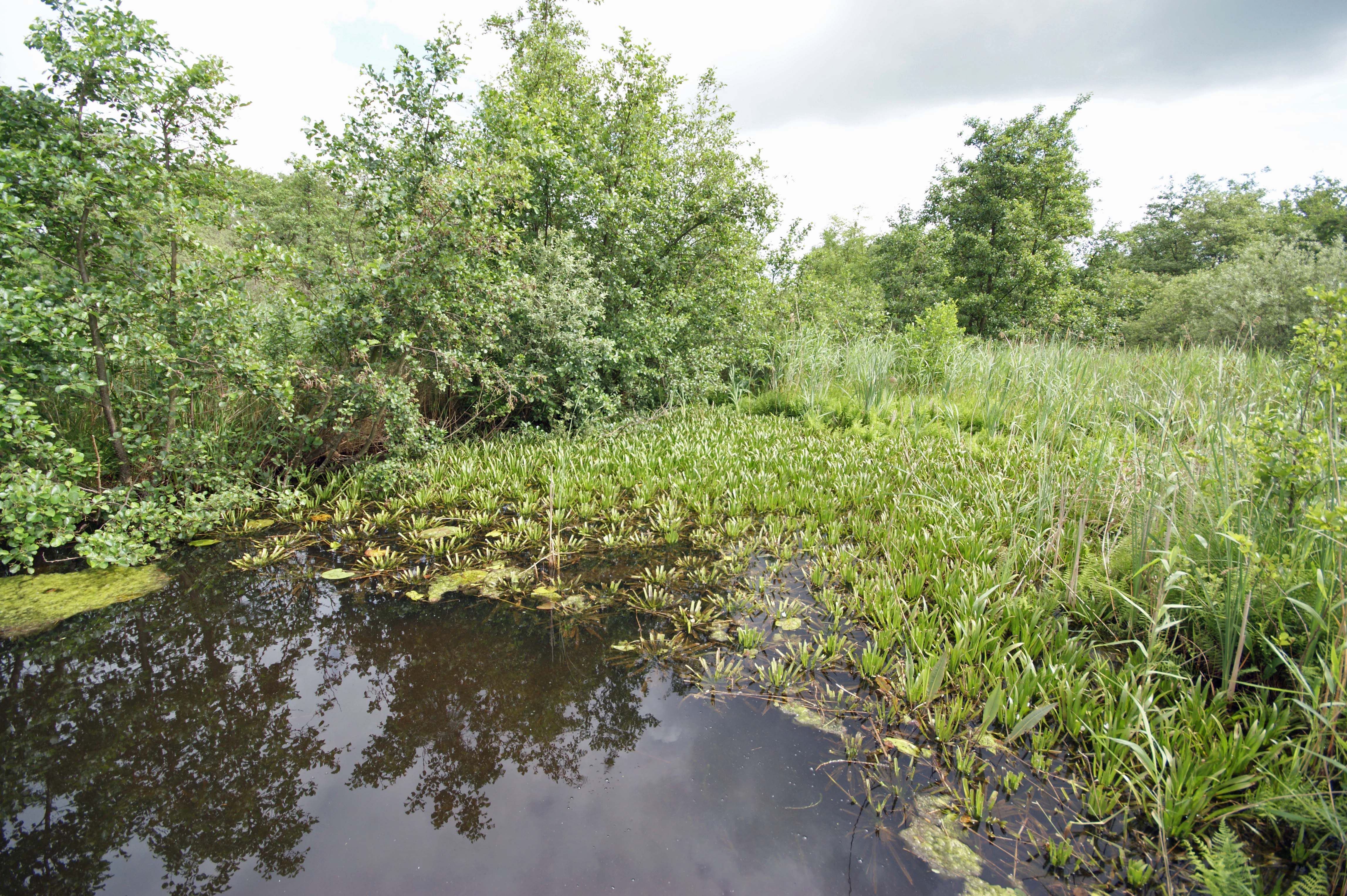
Krabbenscheer keerde terug, maar is door toedoen van de rode rivierkreeft weer bijna verdwenen

De Molenpolder is een laagveengebied dat na de turfwinning in een moeras is veranderd. Het bevat rietlanden, schraallanden, broekbos en trilveen. Trilveen is een van de meest soortenrijke ecosystemen van Nederland. Dit is een van de redenen dat Staatsbosbeheer het gebied heeft gekocht en onderhoudt. De Molenpolder bevat veel insectensoorten, weekdieren, bloedzuigers en andere waterfauna. Ook verblijven er veel vogels. Enkele vogelsoorten zijn de grauwe gans, brandgans, woudaap, grote karekiet, zwarte stern en roerdomp.
Doordat de Maarsseveense Plassen lager liggen dan de Molenpolder verdwijnt veel kwelwater uit de polder daarheen. Een grote bedreiging is daardoor verdroging. Bij een te laag grondwaterpeil zakt regenwater meteen diep in de ondergrond weg. Vroeger werd daarom in de zomerperiode extra water uit de Vecht ingelaten. Dit water was echter sterk vervuild door lozingen en bevatte veel voedingsstoffen. Hierdoor trad eutrofiëring op. Uiteindelijk leidde dit tot een zuurstofarme omgeving met veel toxische stoffen zoals ammonium en sulfide.
De molenpolder krijgt anno 2018 water van betere kwaliteit uit de Breukeleveensche Plas. Dit water is al gefilterd door waterplanten en daardoor tamelijk voedselarm. Door de waterplanten in de Molenpolder wordt het water ook schoner. Hoe meer waterplanten, hoe helderder het water is. Vanaf de jaren 1980 zijn waterkwaliteit en waterflora er sterk op vooruit gegaan. 
Door de komst van de exotische rode rivierkreeft is dit echter gestagneerd. Dit is een alleseter die verantwoordelijk wordt gehouden voor de snelle achteruitgang van waterplanten in de Molenpolder, waaronder de door de verbeterde waterkwaliteit in de polder teruggekeerde krabbenscheer. De sterke achteruitgang van veel soorten libellen in dezelfde periode is zeer waarschijnlijk ook te wijten aan deze exoot. Het dier graaft zich bovendien in in de oevers en vertroebelt daardoor het water.

## Beheer

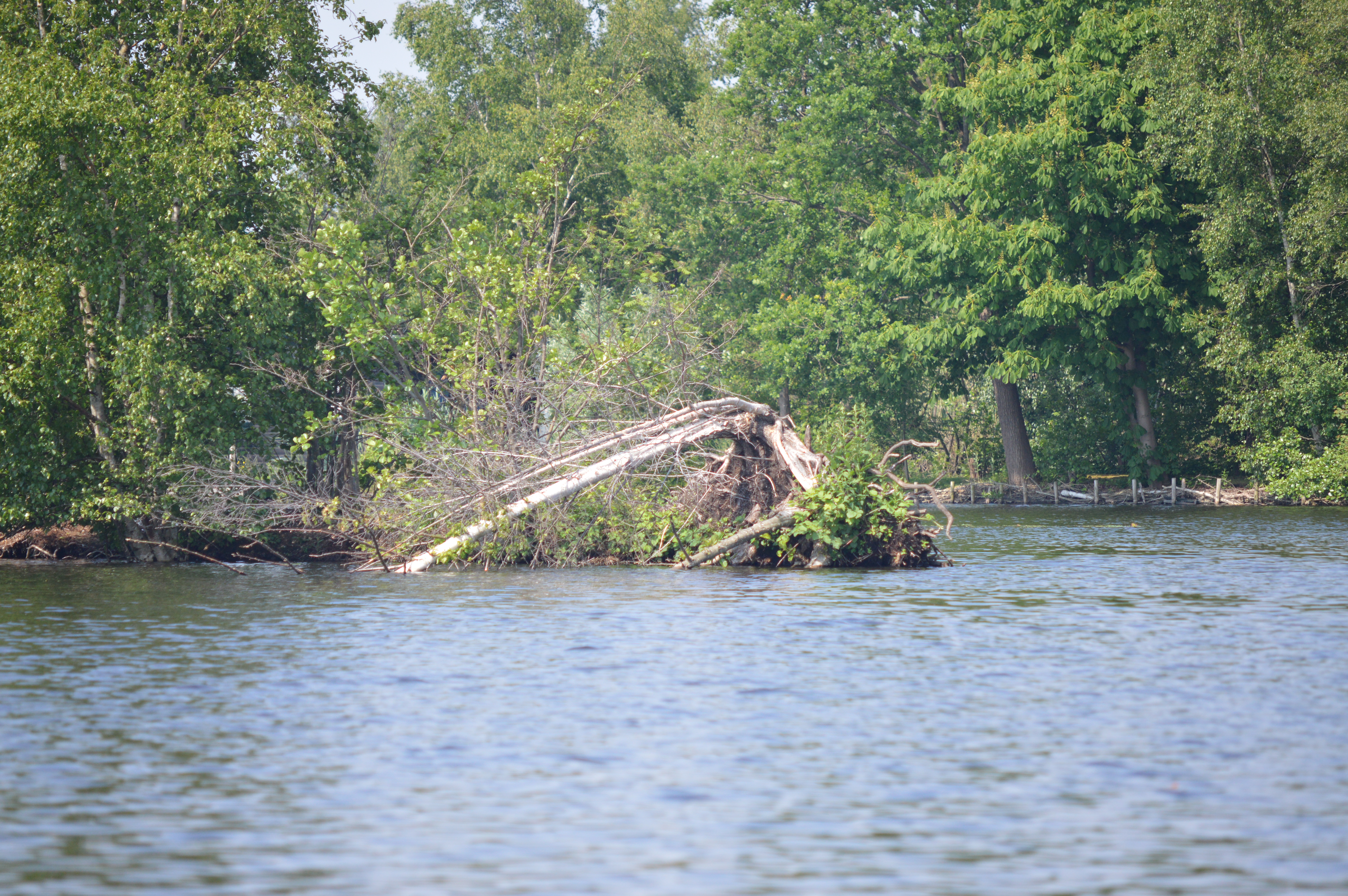
Omvallende bomen kunnen legakkers beschadigen

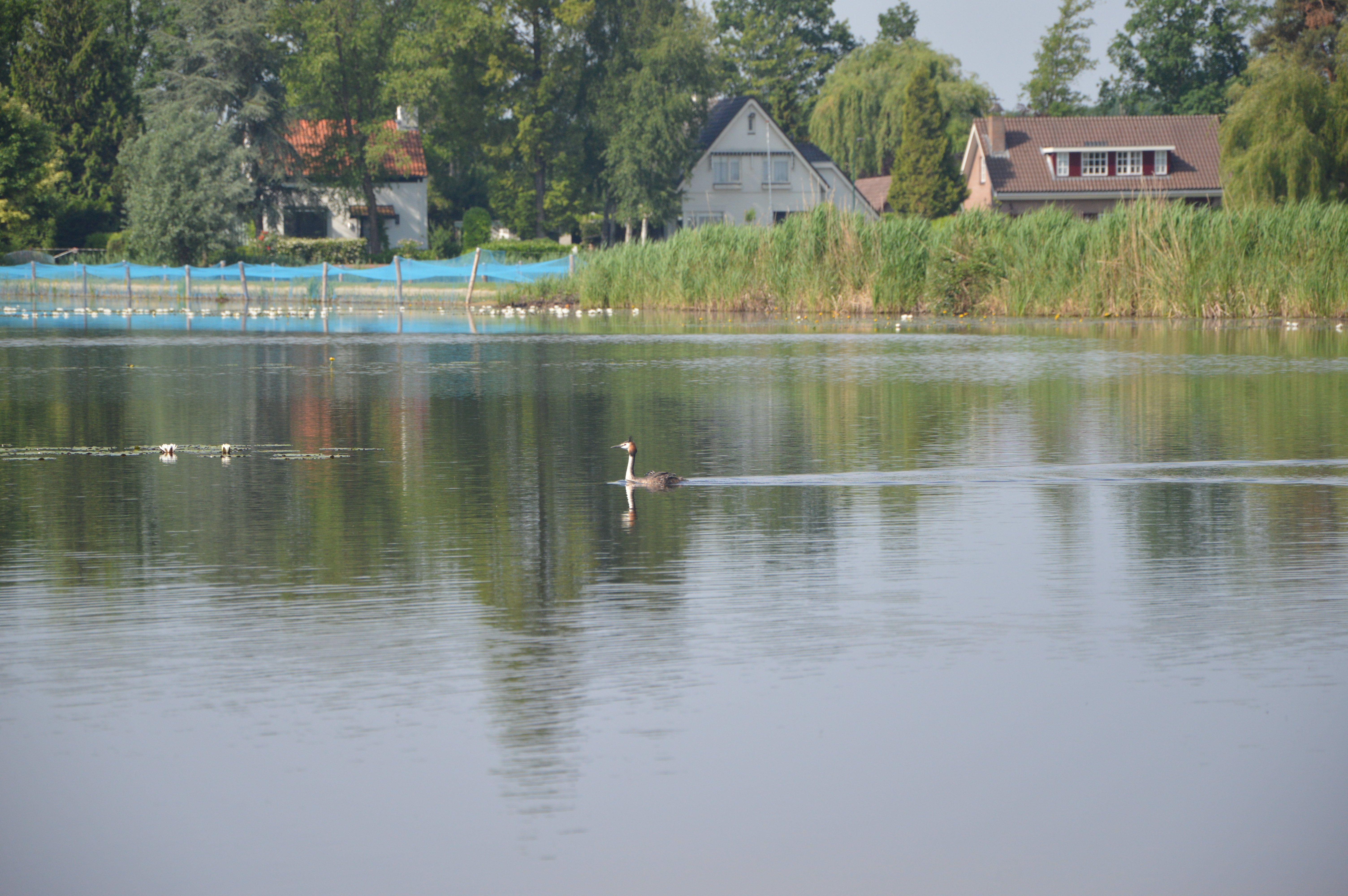
De fuut is een natuurlijke vijand van de invasieve rode rivierkreeft

Om te voorkomen dat het moerasbos te dominant wordt, wordt dit om de 6 à 7 jaar gefaseerd gekapt. Op deze manier blijven er diverse leefomgevingen bestaan, waardoor er een hogere biodiversiteit is. Zo gedijen de matkop en de nachtegaal goed in middelhoog moerasbos. De kap heeft echter nog meer voordelen. De bomen zijn ook een schutplek voor de zwarte kraai, die een bedreiging is voor lokale vogels omdat ze eieren en kuikens opeten. Ook blokkeren de bomen zonlicht en dit remt de groei van riet en galigaan, twee belangrijke verlanders. Om het riet verder te ondersteunen wordt de ganzenpopulatie klein gehouden door het schudden of prikken van de eieren zodat de kuikens het niet overleven, aangezien ganzen riet eten. Het open gebied dat vervolgens is ontstaan door de kap is het ideale leefgebied van een aantal verschillende vogelsoorten die op de Nederlandse rode lijst staan: roerdomp, woudaap, purperreiger, grote karekiet en de zwarte stern. Deze vogels worden extra beschermd, doordat vossen worden afgeschoten.
Naast de kap van moerasbos wordt er ook gekapt op de legakkers. Als hoge bomen die hierop staan omwaaien, dan nemen de wortelstelsels grond mee, waardoor de legakkers kapot gaan. De legakkers worden soms ook weggeslagen door het water. Op het moment zijn de randen van de legakkers echter de enige plek waar verlanding plaatsvindt. Daarom worden er nieuwe legakkers aangelegd. Deze akkers worden schuin aflopend aangelegd, wat het verlandingsproces versnelt.
Beheertypen zijn hoog- en laagveenbos, zoete plas, kranswierwater, kruiden en faunarijk grasland, veenmosrietland en moerasheide, vochtig en hellinghakhout, moeras en trilveen. Elk beheertype heeft eigen eisen en dus vinden er in de Molenpolder verschillende vormen van beheer plaats. Staatsbosbeheer moet bij het maaien van grasland bijvoorbeeld een deel van de vegetatie laten staan voor de vlinders.
Voor trilveenbeheer is extra subsidie beschikbaar omdat dit kostbaar is. In het Molenpoldergebied vindt onderzoek plaats en wordt geëxperimenteerd met beheermethodes zoals baggeren en waterpeilfluctuaties.
De recente opmars van de rode rivierkreeft wordt gezien als oorzaak van teloorgaan van verbetering van de waterkwaliteit en biodiversiteit. Beheermaatregelen ter beperking van de aanwezigheid van de soort zijn nog niet genomen. In 2018 is onderzoek naar de mogelijkheden van start gegaan. Er zijn natuurlijke vijanden van de kreeft in de polder aanwezig, met name purperreiger, fuut en wilde eend. Een andere kreefteter die nog niet in het gebied leeft, maar er wel een enkele keer gezien is, is de otter.

## Bijzondere soorten

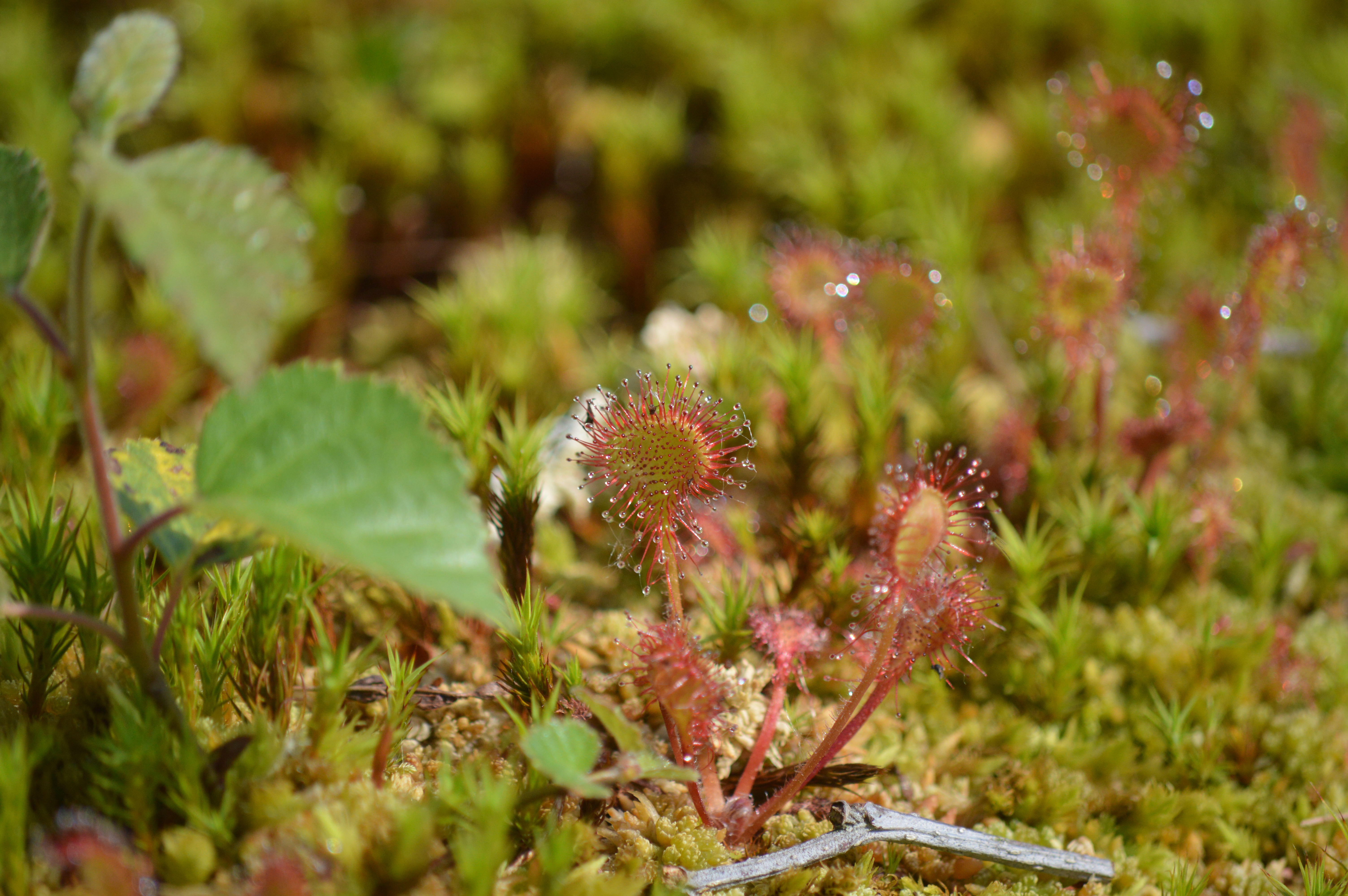
Ronde zonnedauw in de Molenpolder

Het trilveen in de Molenpolder herbergt enkele bijzondere soorten. De vleesetende plant zonnedauw groeit hier bijvoorbeeld erg goed. Ook komt op het trilveen de koningsvaren voor, Staatsbosbeheer markeert ze om er voor te zorgen dat ze ontzien worden bij het maaien.
In het noordelijke gedeelte van de Molenpolder groeit nog een kleine populatie krabbenscheer. Deze soort heeft  belangrijke ecologische functies, maar wordt sterk bedreigd door opkomst van de rode rivierkreeft. Ze is als nestelgelegenheid belangrijk voor de zwarte stern, daarnaast is er een zeldzame libellensoort, de groene glazenmaker, die is gebonden aan de krabbenscheer.
Sinds 1986 broedt ook de purperreiger in de Molenpolder. Een andere zeldzame soort die in het gebied leeft is de boommarter. In de wateren van de Molenpolders komt ook de ringslang voor.

## Cultuurwaarden
De molenpolder kan bekeken worden vanaf de fietspaden die langs het gebied lopen. Omdat het gebied voornamelijk uit water bestaat zijn er ook geregeld vaarexcursies. In het natuurgebied bevinden zich een aantal vakantiehuisjes van particuliere eigenaren. Deze kunnen alleen nog verkocht worden aan Staatsbosbeheer. Ook is er in de Molenpolder een naturistengebied genaamd Gravingen dat ongeveer 10 hectare bestrijkt.